# Дењак
Дењак (фр. Daignac) насеље је и општина у југозападној Француској у региону Аквитанија, у департману Жиронда која припада префектури Либурн.
По подацима из 2011. године у општини је живело 476 становника, а густина насељености је износила 83,07 становника/km². Општина се простире на површини од 5,73 km². Налази се на средњој надморској висини од 77 метара (максималној 86 m, а минималној 16 m).

## Демографија
| 1962. | 1968. | 1975. | 1982. | 1990. | 1999. | 2011. |
| ----- | ----- | ----- | ----- | ----- | ----- | ----- |
| 375   | 411   | 364   | 364   | 361   | 406   | 476   |

График промене броја становника у току последњих година